# كوبري السلام
جسر السلام (جسر مبارك السلام سابقاً)، أو جسر السلام المعلق، أو جسر قناة السويس وهو أول جسر معلق فوق قناة السويس، حيث يربط قارتي آسيا وأفريقيا. وشبه جزيرة سيناء بباقي الأراضي المصرية ويستوعب عبور 50 ألف سيارة تقريبا يوميا، ويشكل أحد الوسائل الرئيسية لعبور القناة بجانب الأنفاق التي تمر أسفل قناة السويس والكباري العائمة.
افتتح في أكتوبر 2001، قام بافتتاحه حسني مبارك، الرئيس المصري الأسبق، وأطلق عليه وقتها اسم جسر مبارك السلام، الجسر يقع بالقرب من مدينة الإسماعيلية، وبجانب الجسر خط السكك الحديدية. يقارب ارتفاع الجسر حوالي 70 متر فوق قناة السويس وهو مؤلف من أربع حارات. استغرق بناؤه حوالي أربع سنوات، وبلغت تكاليف إنشائه ما يقارب 670 مليون جنيه، حيث ساهمت منحة يابانية بحوالي 60 في المائة من القيمة.
وتم تنفيذ المشروع عن طريق ثلاث شركات. الشركات اليابانية قامت ببناء الجزء المعلق الذي يصل طوله بين ضفتي القناة إلى 730 مترا. وشركة المقاولون العرب هي المسؤولة عن الأعمال في الجزء الشرقي من الكوبري.
والكوبري تم انشاؤه بحيث يسمح بإرتفاع ملاحي حر قدرت 70 متراً والذي أعتبر في وقت إنهاؤه أعلى ارتفاع ملاحي في العالم، وأشتملت الأعمال على إنشاء الجسر من الخرسانة سابقة الإجهاد وأعمال الطرق في الجانب الشرقي للجسر.

## التهديد الأمني
قامت القوات المسلحة ظهر السبت 20 يوليو 2013 بغلق جسر السلام لظروف أمنية. تمت إعادة تشغيل الجسر يوم الأربعاء 13 يناير 2016 وذلك طبقاً للمحددات والالتزامات الآتية: يتم العبور يومياً من جسر السلام من إتجاه الغرب إلى الشرق (إتجاه واحد) اعتباراً من الساعة السادسة مساءً حتى الساعة الواحدة صباحاً لجميع المواطنين وجميع المركبات بأنواعها عدا المركبات المُحملة بـ (مواد بترولية - أسمنت - دبش - رمل - مواد مُلتهبة وسن) والمركبات التي تزيد حمولتها عن40 طن.